# Patrick Cotnoir
Patrick Cotnoir là một nhà sản xuất, nhà báo và người dẫn chương trình trò chuyện tại New York. Anh là thành viên của Hiệp hội Nhà sản xuất Hoa Kỳ, và đã làm việc rộng rãi với nhà hát UCB, bao gồm: nhà sản xuất và người đánh giá của chương trình dài nhất UCB ASSSSCAT 3000 từ năm 2014 đến năm 2020; nhà sản xuất của Way Past Your Bedtime; và là nhà sản xuất trên The Chris Gethard Show từ năm 2011 đến năm 2018. Ngoài công việc của mình với UCB, Cotnoir còn là điều phối viên cho The President Show trên Comedy Central, đồng thời là nhà sản xuất kỹ thuật số cho nền tảng NBCUniversal Seeso, nơi ông giám sát việc phát hành The UCB Show, Bajillion Dollar Righttie $, What's Your F@%king Deal?!, Big Jay Oakerson cũng như sản xuất nhiều loạt phim.
Hiện tại, anh là nhà sản xuất, người viết sách tài năng, và người dẫn chương trình The George Lucas Talk Show, cũng như biên tập và nhà sản xuất tại Marvel.

## Sự nghiệp
| Năm         | Tiêu đề                           | Ghi chú                  |
| ----------- | --------------------------------- | ------------------------ |
| 2011 - 2018 | The Chris Gethard Show            | Nhà sản xuất             |
| 2014 - 2020 | ASSSSCAT 3000                     |                          |
| 2014 – nay  | The George Lucas Talk Show        |                          |
| 2015        | Cop Show                          | Điều phối viên sản xuất  |
| 2015 - 2016 | Seeso - Various projects          | Nhà sản xuất kỹ thuật số |
| 2016 - 2017 | Way Past Your Bedtime             |                          |
| 2016        | Start Talkin' with Scott Rogowski |                          |
| 2017        | The President Show                |                          |
| 2018        | The Exhibition                    |                          |
| 2020 - nay  | The George Lucas Talk Show        |                          |